# Rock malaisien
Le rock malaisien désigne le rock interprété par des groupes et artistes malaisiens.

## Histoire
La scène compte, au fil des années, des groupes notables comme Disagree, Evenstarr, Az Samad, Shal Shagan, Love Me Butch, et Nakedbreed.
En 2003 émerge le groupe The Otherside Orchestra, qui mêle electro et rock 'n' roll et qui comprend six membres. Il est connu en particulier pour ses participations aux festivals comme le Baybeats de Singapour et le Rock the World. Il entre dans trois ans d'inactivité jusqu'à ce que sa chanteuse Syima les rejoint en 2016.
Au niveau de la scène punk rock locale, émerge le groupe Kids on the Move en 2004. Durant son existence, le groupe a tourné en Malaisie dans le Sud-Est de l'Asie et partagé la scène avec des groupes de punk rock comme Whatever that Means, Comeback Kid, The Geeks, Break Even et FC Five.
Oh Chentaku est formé en 2007, et mêle punk rock, pop, electro, post-hardcore et musique expérimentale. Sans même signer chez une major, le groupe se popularise à l'international grâce aux tournées. En 2008 se forme le groupe Kyoto Protocol, mené par le chanteur et guitariste Fuad. Il devient l'un des groupes à avoir refait émerger la scène rock indépendante en Malaisie jouant dans des festivals tels que l'Urbanscapes et le Good Vibes Festival.